# Hylaeus niveofasciatus
Hylaeus niveofasciatus là một loài Hymenoptera trong họ Colletidae. Loài này được Dours mô tả khoa học năm 1872.